# Adrienne Ledent
Adrienne Julie Halbardier-Gavroy-Ledent (Habay, 13 december 1899 – aldaar, 23 juni 2011), was, sinds het overlijden van de 110-jarige Gabriëlle Demets op 1 mei 2010, de oudste mens van België. Op 5 maart 2011 werd ze de op twee na oudste Belg ooit. Ze overleed uiteindelijk op 111 1/2-jarige leeftijd als oudste Waalse ooit.
Ze werd in Habay geboren en heeft er héél haar leven gewoond. Op haar 93e, in nog steeds zeer goede gezondheid, verhuisde ze naar het rusthuis "Le Vivier" in Habay-la-Neuve.
Adrienne was in 1922 getrouwd met Camille Alphonse Halbardier, die door een werkongeval al overleed op 24 november 1926. Samen hadden ze één kind, Jean, die ook al overleden is. Ze heeft nog wél een kleinkind en een achterkleinkind die in leven zijn. Nadien is ze hertrouwd met Georges Gavroy in 1931. Haar tweede huwelijk bleef echter kinderloos. Het is bekend dat Adrienne altijd heel veel van kinderen gehouden heeft.
Adrienne was bijna nooit ziek. Desondanks was ze tot haar dood fysiek zeer fragiel en ook geestelijk ging het niet zo goed meer. Sinds haar 100e verjaardag was ze niet meer in staat te communiceren met de buitenwereld en vertoefde ze in haar eigen wereld.